# 共赴國難宣言
《共赴國難宣言》，中国共产党党史中的名字是《中共中央为公布国共合作宣言》，是中國共產黨中央委員會於1937年（民國26年）9月22日發表的文件，由周恩来起草，该宣言表示中共取消中国工农红军名義及番号，改編為國民革命軍，受中華民國國民政府統轄，一致抗日，中國共產黨已經與中國國民黨取得了和解，因而共赴国难。

## 背景
1937年7月7日，日本中國駐屯軍在北平城外的盧溝橋發起攻撀:178，國民革命軍第二十九軍吉星文奉命率團反擊:307-308，盧溝橋事變爆發。7月31日，國民政府軍事委員會委員長蔣中正發表《告抗戰全體將士書》，宣布「和平既然絕望，只有抗戰到底」。
7月8日，中国共产党向全国通电，呼吁国共两党亲密合作、全民族实行抗战。中国共产党首要毛澤東、朱德、周恩來等聯名電呈蔣中正，願在蔣中正領導之下為國效命:120-121。7月15日，中国共产党中央委员会向中国国民党递交《中共中央为公布国共合作宣言》。
8月22日，發佈改編之中國共產黨命令如下：任命朱德為國民革命軍第八路軍總指揮，彭德懷為副總指揮；共轄3個師，其兵額為20,000人:76。
9月22日，國民政府發表中國共產黨共赴國難宣言:91，实际为中央通訊社以《中國共產黨為公佈國共合作宣言》為題發表電文。9月23日，蔣中正發表談話，盼中國共產黨真誠一致，為禦侮救亡而努力:91。蔣发表《对中国共产党宣言的谈话》，国民政府承认中国共产党合法地位，第二次国共合作和抗日民族统一战线正式成立。

## 主要內容
中國共產黨向國民政府提出「為進兩步而退一步」之四項諾言如下：（一）孫中山先生的三民主義為中國今日之必需，本黨願為其徹底實現而奮鬥；（二）取消一切推翻國民黨政權的暴動政策及赤化運動，停止暴動政策及赤化運動，停止一切以暴動沒收地主土地的政策；（三）取消現在的蘇維埃政府，以期全國政權之統一；（四）取消紅軍名義及番號，改編為國民革命軍，受國民政府軍事委員會之統轄，並待命出動，擔任抗日前線之職責。:76

## 後續發展
虽然中共表示愿意接受蒋中正的指挥，但是实际上仍遵循毛泽东的指示而陽奉陰違的行动。
国民政府因为如在此时与中共发生冲突会影响抗日战力，及苏联亦给予军援等因素，故国民政府希望国共双方能合作抗日，因此也给予中共一定待遇。
主要包括：
- 允许建立「陕甘宁边区政府」与「晋察冀边区政府」。
- 延揽毛泽东、周恩来等七位中共重要领导人为国民参政员，任命周恩来为军事委员会政治部副主任。
- 允许中共于重庆创办《新华日报》，允许八路军于重庆、成都、西安等地设办事处。